# Platacanthomys
Platacanthomys és un gènere de rosegadors de la família dels platacantòmids. El seu únic representant vivent, P. lasiurus, és endèmic dels Ghats Occidentals (Índia), mentre que l'espècie extinta P. dianensis visqué durant el Miocè superior en allò que avui en dia és Yunnan (Xina). Tenen una dieta herbívora i es mouen de nit per les branques dels arbres. El seu nom genèric, Platacanthomys, deriva de les paraules gregues platy ('aplanades'), acantha ('espines') i mys ('ratolí).